# Внуков, Михаил Николаевич
Михаил Николаевич Внуков (1920—1989) — лейтенант Рабоче-крестьянской Красной Армии, участник Великой Отечественной войны, Герой Советского Союза (1943).

## Биография
Михаил Внуков родился 16 августа 1920 года в Киеве в рабочей семье. Окончил киевскую неполную среднюю школу № 100, после чего работал токарем на заводе «Арсенал». В августе 1941 года Внуков был призван на службу в Рабоче-крестьянскую Красную Армию и направлен на фронт Великой Отечественной войны. В 1941 году попал в окружение и был вынужден остаться на оккупированной территории, находился в киевском подполье.  29.09.1943 году Внуков был вновь призван в армию. Принимал участие в боях на Воронежском, 1-м и 2-м Украинских фронтах. К сентябрю 1943 года красноармеец Михаил Внуков был стрелком 1318-го стрелкового полка 163-й стрелковой дивизии 38-й армии Воронежского фронта. Отличился во время битвы за Днепр.
Когда полк Внукова получил приказ переправиться через Днепр к северу от Киева, первыми на западный берег реки было принято решение отправить уроженцев здешних мест, коих набралось три человека, в том числе и красноармеец Внуков. Ночью они скрытно переправились через реку, разведали обстановку и окопались. На рассвете противник обнаружил советских солдат и предпринял контратаку. В бою Внуков получил лёгкое ранение. Группа до вечера, пока не подошло подкрепление, удерживала плацдарм. Перейдя в контрнаступление, рота прорвалась к дороге. 11 октября 1943 года в ходе боя за село Гута-Межигорская Вышгородского района Киевской области Украинской ССР Внуков, заменив собой выбывшего из строя командира отделения, умело руководил его действиями.
Указом Президиума Верховного Совета СССР от 29 октября 1943 года за «мужество и героизм, проявленные при форсировании Днепра и удержании плацдарма на его правом берегу» красноармеец Михаил Внуков был удостоен высокого звания Героя Советского Союза с вручением ордена Ленина и медали «Золотая Звезда» за номером 1836.
После окончания войны в звании лейтенанта Внуков был уволен в запас. Проживал в Киеве, работал токарем на одном из заводов. Умер 28 июля 1989 года, похоронен на кладбище «Берковцы».
Был также награждён орденом Отечественной войны 1-й степени и рядом медалей.